# سايفون
سايفون (بالإنجليزية: Psiphon)‏ هو برنامج مجاني مفتوح المصدر يهدف إلى تجاوز الحجب على الإنترنت باستعمال تقنيات تأمين وتعتيم. يعتمد النظام على تطبيق عميل يتم فيه ضبط إعدادات المستخدم لتحويل حركة مرور الإنترنت عبر خوادم خاصة متجاوزا بذلك الاتصال المباشر بالإنترنت. حالما يتصل التطبيق بخوادم سايفون، يتمكن المستخدم من  الوصول إلى خدمات الإنترنت بكل حرية متخطيا بذلك الحجب المحلي.

## الفكرة
تهدف الفكرة الأصلية وراء سايفون إلى تصميم بروكسي إنترنت خفيف وسهل الاستعمال على حواسيب المستخدمين. حيث يسمح البرنامج المستخدمين من مناطق بها حجب الإتصال بالأنترنت مفتوح عبر برامج أقربائهم أو أصدقائهم الذين يتصلون من مناطق غير خاضعة للحجب.
و يقول نارت فيلنوف: «الفكرة تتمثل في مستخدمين يثبتون البرنامج على حواسيبهم ويمكننون أشخاص ببلدان فيها حجب الإنترنت من المرور عبرها بأكثر الطرق أمنا وسلامة. نريد بناء شبكة ثقة بين الأشخاص الذين يعرفون بعضهم البعض، بدلا من شبكة تقنية واسعة بإمكان أي شخص الإتصال بها».

## التطبيقات
يوجد ثلاثة تطبيقات لسايفون:
- سايفون 3 : نظام سحابي معتمد على تمرير حركة مرور الإنترنت عبر قنوات خاصة.
- سايفون 2 : نظام سحابي معتمد على بروكسي آمن.
- سايفون 1 : البرنامج الأصلي، معتمد على خادوم مثبت على برنامج مستخدم أول ليمكن مستخدم ثاني من الوصول إلى الإنترنت بدون حجب - تم تطوير البرنامج في 2004، ثم تمت إعادة كتاباته ونشره - صيانة هذا الإصدار لم تعد متوفرة.

## تاريخ
- طور فريق السيتيزن لاب فكرة سايفون 0 . 1 في 2004 بجامعة تورنتو معتمدا على الجيل السابق لبرامج الواب بروكسي مثل أنظمة سايفواب أنونميزر.
- ونشر سيتيزن لاب إصدار سايفون 0 . 1 في غرة ديسمبر 2006 كبرنامج مفتوح المصدر.
- تأسست في 2007 شركة سايفون بأونتاريو كشركة كندية مستقلة تطور أنظمة وتكنولوجيات متقدمة ليتجاوز الحجب ثم نشر مصدر البرنامج 6 . 1 تحت رخصة جنو العالمية.
- تم سي سنة 2010 تطوير سايفون 3.
- منذ 2011، أصبح سايفون 1 خارج الصيانة الرسمية من شركة سايفون والسيتيزن لاب.
- نشرت شركة سايفون سنة 2012 تطبيق سايفون للأندرويد. حيث يمكن المستخدمين من استعمال البرنامج على هواتفهم.

## خصائص
- إستكشاف آلي: يرتبط برنامج سايفون بمجموعة من الخوادم. عبر الوقت يكتشف البرنامج العميل خوادم إضافية تسجل بقائمة احتياطية التي يتم إستعمالها في حالة منع الخوادم القديمة. ويقوم فريق سايفون بإتخاذ إجراءات خاصة لحد عدد الخوادم التي يمكن لبرنامج عميل وحيد اكتشافها للحد من حجبها.
- جاهز للإستخدام على المحمول: برنامج سايفون 3 متوفر على الأندرويد. ويعمل الفريق حاليا على تطوير سايفون على الأيفون.
- بدون تثبيت: لا يحتاج سايفون لسطح المكتب التثبيت. من الممكن تنزيله من أي موقع واب أو موقع تشارك ملفات. يمكن أيضا تنزيله عبر البريد الإلكتروني وتوزيعه عبر مفتاح يو إس بي. يعمل فريق التطوير على إبقاء برنامج سايفون صغير الحجم وتجنب تثبيته.
- سلسلة ثقة: لكل برنامج عميل سايفون إمضاء يثبت أصليته. في نفس الوقت، لكل خادوم إمضاء خاص به. يضمن نظام الإمضاء هذا إتصال البرامج العميلة الأصلية بالخوادم الأصلية.
- خصوصية: تم تصميم سايفون على قواعد احترام خصوصية المستخدم. يتم جمع معلومات حول البرنامج وفعالياته. ولا يتم تجميع معلومات تخص المستخدم كعنوان الأي بي.
- مواصلات ذكية: يعتمد برنامج سايفون بنية نظام تعتمد على آليات مواصلات ك شبكة خاصة افتراضية والمرور عبر نفق SSH. في حالة حجب بروتوكول أنترنت، يحول سايفون آليا حركة مرور الإنترنت عبر تقنية أخرى.

## وصلات خارجية
- سايفون على موقع Open Hub (الإنجليزية)
- الموقع الرسمي
- Al Jazeera's Listening Post story about psiphon on YouTube
- Index on Censorship – Psiphon wins Economist New Media award at Freedom of Expression awards 2009